# Нектарка сан-томейська
Некта́рка сан-томейська (Anabathmis newtonii) — вид горобцеподібних птахів родини нектаркових (Nectariniidae). Ендемік Сан-Томе і Принсіпі. Вид названий на честь порутгальського натураліста Франсішку Ньютона (1864–1909).

## Опис
Сан-томейська нектарка є одним з найменших представників родини нектаркових. Її довжина становить 10-11 см, вага 6-9 г. У самців голова і верхня частина тіла темно-оливкові. Верхні покривні пера хвоста чорні з металевим зеленим відблиском. Верхні покривні пера крил темно-коричневі з темно-оливковими краями. Хвіст чорний, центральні стернові пера блискучі, решта мають широкі білі кінчики. Крайні стернові пера чорно-білі. Підборіддя і горло зелені, металево-блискучі з пурпуровим відблиском. Верхня частина грудей пурпурова, решта нижньої частини тіла жовта, груди світлі. Боки білі, кінчики крил білі. Очі темно-карі, дзьоб і лапи чорні. Самиці дещо менші за самців, металевий відблиск у їх забарвленні відсутній. На шиї лускоподібній візерунок, груди і живіт світло-жовті. У молодих самців підборіддя і горло темно-сірі, поцятковані жовтими плямками, груди і живіт світло-жовті.

## Поширення і екологія
Сан-томейські нектарки мешкають на острові Сан-Томе та на сусідньому острівці Ролаш. Вони живуть у вологих тропічних лісах і чагарникових заростях, саванах, в садах і на плантаціях. Зустрічаються на висоті до 1800 м над рівнем моря.

## Поведінка
Сан-томейські нектарки зустрічаються парами або невеликими зграйками, іноді зграями до 30 птахів. Вони також приєднуються до змішаних зграй птахів. Живляться нектаром, комахами і павуками. Сезон розмноження триває з серпня по лютий. Гніздо мішечкоподібне. В кладці 2 сіруватих яйця, поцяткованих пурпуровими плямками. Сан-томейським нектаркам притаманне колективне гніздування. Іноді вони стають жертвами гніздового паразитизму жовтогрудих дідриків.